# Miloslav Kundrát
Miloslav Kundrát (22. září 1924 Domažlice – 5. října 2013 Karlovy Vary) byl český tělovýchovný lékař, chirurg, fotbalový obránce a činovník (funkcionář).
Jako lékař působil dlouhá léta (1955–1980) u reprezentačních výběrů fotbalistů (dorostenci, junioři, od roku 1972 u A-mužstva), v této roli byl také na Mistrovství Evropy ve fotbale 1976, kde československá seniorská reprezentace získala zlaté medaile. Byl absolventem Lékařské fakulty Univerzity Karlovy v Plzni. Od roku 1951 žil v Karlových Varech, kde se věnoval svému povolání.

## Hráčská kariéra
Domažlický rodák a odchovanec hrál v československé lize za Sokol Sparta Bubeneč (dobový název Sparty Praha), aniž by skóroval. Poté, co odešel z Domažlic za studii, byl v roce 1947 krátce hráčem plzeňské Viktorie. Ve Spartě byl do roku 1950.

### Prvoligová bilance
| Ročník             | Zápasy | Góly | Minuty | Klub                 |
| ------------------ | ------ | ---- | ------ | -------------------- |
| I. liga 1948       | –      | 0    | –      | Sokol Sparta Bubeneč |
| CELKEM I. ČS. LIGA | –      | 0    | –      |                      |

## Funkcionářská kariéra
V letech 1954–1988 byl dobrovolným funkcionářem v odborných komisích československého fotbalového svazu.